# 가수원초등학교
가수원초등학교는 대한민국 대전광역시 서구 가수원동에 있는 공립 초등학교이다.

## 학교 연혁
- 1941. 04. 01 기성공립국민학교 가수원간이학교 인가
- 1943. 04. 01 기성공립국민학교 가수원분교장 개칭
- 1946. 10. 26 가수원공립국민학교 개칭
- 1950. 03. 10 가수원국민학교 개칭
- 1990. 03. 01 과학교육 시지정 시범학교(1991.02.28)
- 1992. 03. 01 경로효친 시지정 시범학교(1993.02.28)
- 1996. 03. 01 가수원초등학교 교명 변경
- 1996. 09. 11 학교 급식 실기
- 1999. 03. 01 특수학급 1학급 인가
- 1999. 03. 06 병설유치원 개원(1학급 편성)
- 2005. 03. 01 대전광역시교육청 지정 안전교육 시범학교(2006.02.28)
- 2007. 03. 01 교육과학기술부 지정 상담망 구축 정책 연구학교(2008.02.28)
- 2013. 03. 01 병설유치원 1학급 증설(2학급)
- 2014. 02. 14 제66회 졸업(123명, 연 12,421명)
- 2014. 03. 01 29학급 편성(특수학급 1학급 포함)
- 2015. 03. 01 29학급 편성(특수학급 1학급 포함)

## 사진

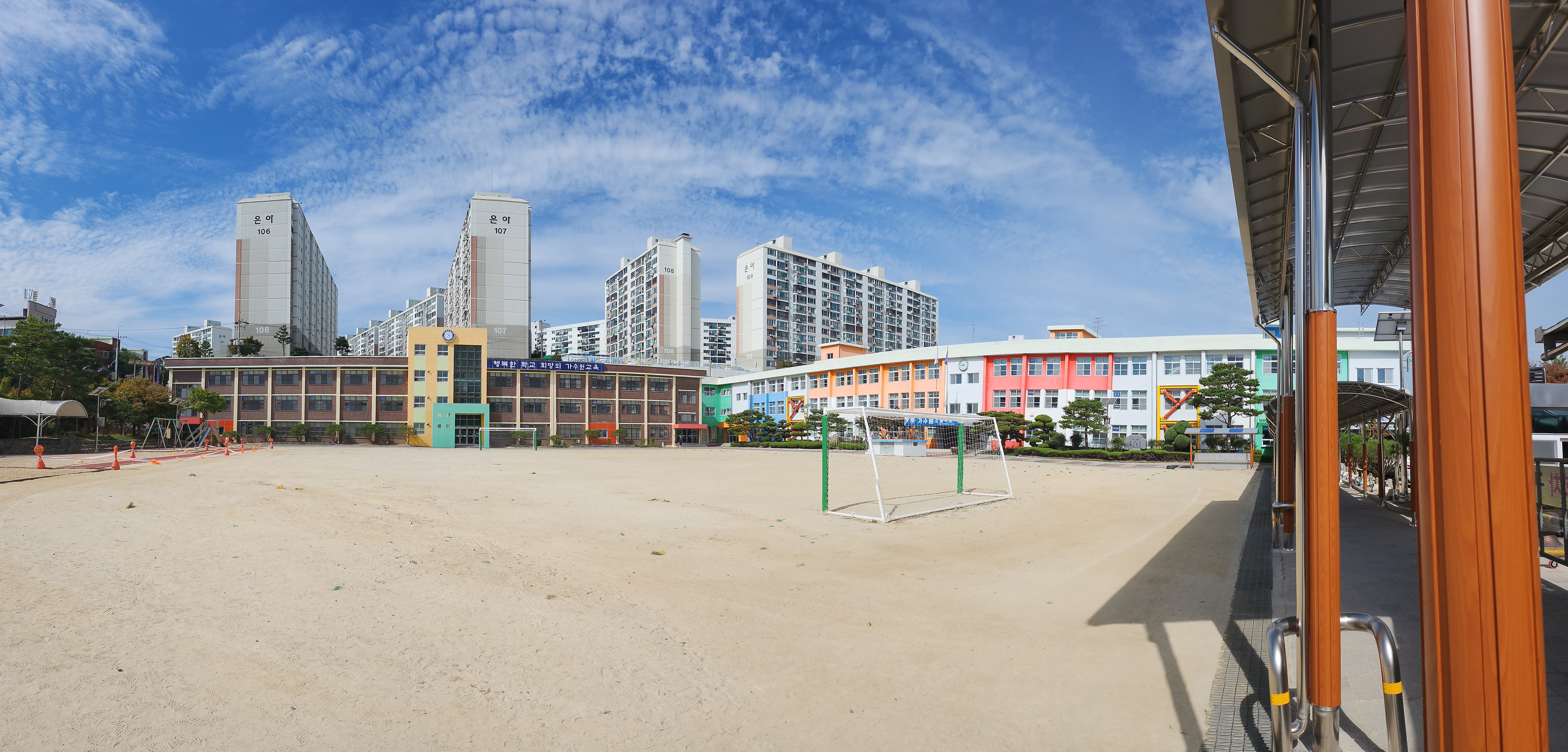
가수원초등학교의 본관
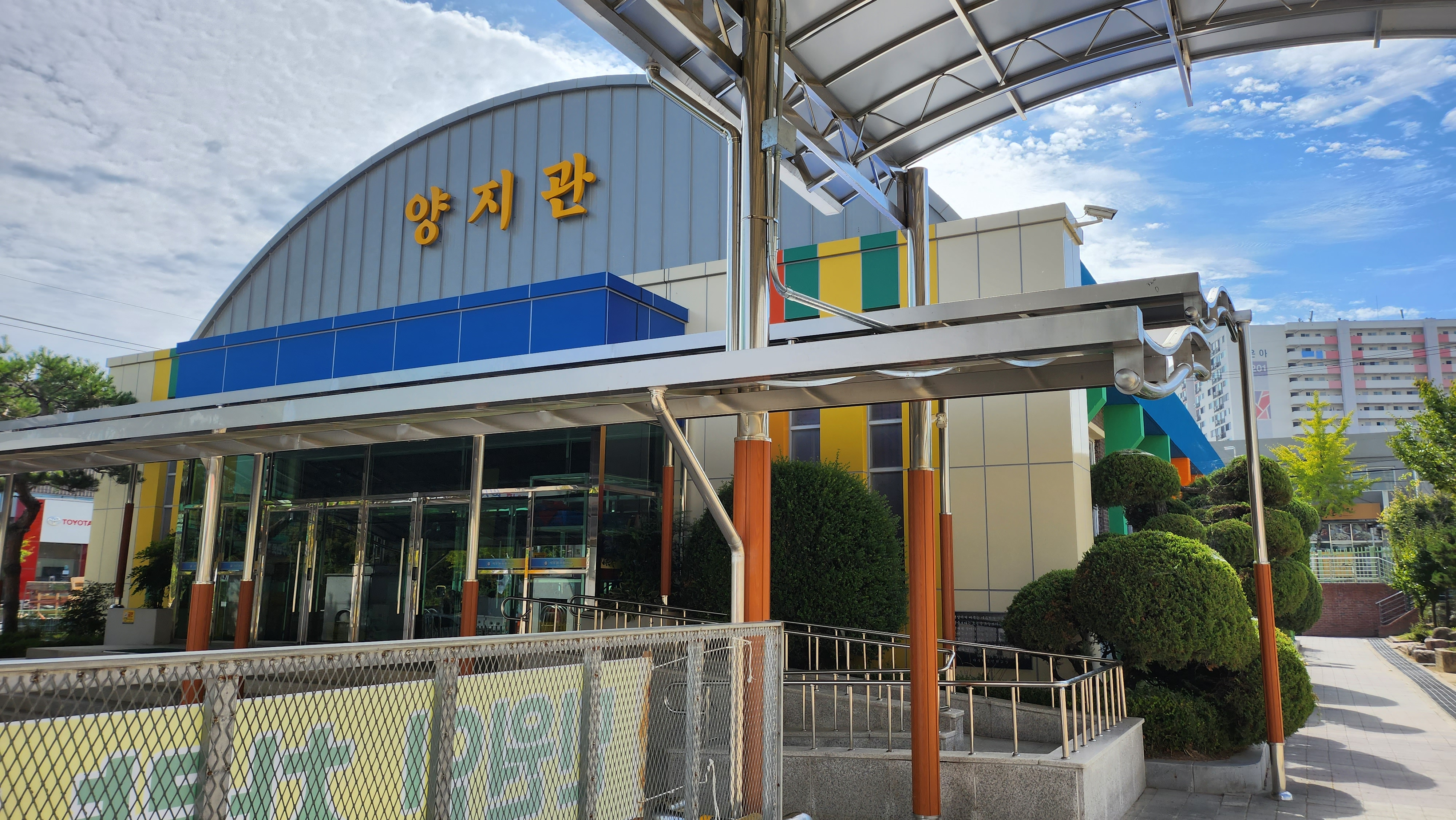
가수원초등학교의 양지관

## 참고 자료
- 가수원초등학교 - 한국교육학술정보원 학교알리미